# Niedenzuella glabra
Niedenzuella glabra är en tvåhjärtbladig växtart som först beskrevs av Spreng., och fick sitt nu gällande namn av W.R.Anderson. Niedenzuella glabra ingår i släktet Niedenzuella och familjen Malpighiaceae. Inga underarter finns listade i Catalogue of Life.